# 大統領官邸 (ルアンダ)
アンゴラ大統領官邸（アンゴラだいとうりょうかんてい、ポルトガル語: Palácio Presidencial de Angola）は、アンゴラ共和国大統領の官邸・公邸。

## 歴史
植民地時代の1607年に設立され、アンゴラ独立後は大統領官邸として使用されている。

## 建物
大統領官邸は首都ルアンダにあり、大統領執務室と補佐官及びスタッフの事務所が入居している。